# 라힘쿨리 칸
라힘쿨리 칸(페르시아어: رحیم‌قلی, 우즈베크어: Rahimqulixon 라힘쿨리혼, 1804년~1845년)은 6번째 우즈베크족의 지도자이자 1842년부터 1845년까지 히바 칸국을 다스린 48대 히바 칸이다.

## 생애
그는 1842년 11월 23일 아버지이자 선대 칸인 알라쿨리 칸이 사망한 이후 그를 이어 라힘쿨리 칸이 히바 칸국의 칸이 되었다.

## 국내 정책
라힘쿨리 칸이 통치하던 시기에는 국내의 정치적 안정에 힘을 썼다. 그는 경제 활성화 정책도 펼쳤다.

## 문화 정책
라힘쿨리 칸이 세운 하자라스 궁전에 대하여 무함마드 아민 칸은 유럽에서 방문한 사람들에게 놀라움을 주었다고 기록했다.

## 외교 정책
라힘쿨리 칸이 통치할 때에는 러시아 제국 뿐 아니라 오스만 제국, 페르시아, 아프가니스탄과 외교 관계를 유지했다.
1842년 12월 27일, 라힘쿨리 칸은 러시아와의 "필수적인 행위"에 관해서 기록을 남겼다. 이 조약은 본질적으로 러시아 제국과 히바 칸국간의 지위에 관한 최초이자 유일한 조약이었다.
1843년 5월 히바 칸국의 대사인 압즈 베르디예프가 출발하여 상트페테르부르크의 니콜라이 1세 차르를 만났다.
라힘쿨리 칸 통치 기간 동안에 히바 내에서는 로겐, 딜라와르, 사이드 미로자 주나이드, 미르자 마이시 같은 시인들이 있었다. 이 때 아가키는 화레즘에 관한 역사서를 썼다.

## 죽음
라힘쿨리 칸이 사망한 이후 히바 칸국은 그의 아들인 무함마드 아민 칸이 이어서 히바 칸국의 칸이 되었다.

## 참고 문헌
- (러시아어) Гуломов Х. Г., Дипломатические отношения государств Средней Азии с Россией вXVIII — первой половине XIX века. Ташкент, 2005
- (러시아어) Гулямов Я. Г., История орошения Хорезма с древнейших времен до наших дней. Ташкент. 1957
- (러시아어) История Узбекистана. Т.3. Т.,1993.
- (러시아어) История Узбекистана в источниках. Составитель Б. В. Лунин. Ташкент, 1990
- (러시아어) История Хорезма. Под редакцией И. М. Муминова. Ташкент. 1976.
- (러시아어) Муталов О., Хива хонлиги Оллокулихон даврида. Тошкент. 2005.

| 전임 알라쿨리 칸 | 제48대 히바 칸국의 칸 1842년 ~ 1845년 | 후임 무함마드 아민 칸 |